# Associazione Calcio Udinese 1960-1961
Questa voce raccoglie le informazioni riguardanti l'Associazione Calcio Udinese nelle competizioni ufficiali della stagione 1960-1961.

## Stagione
Il presidente Bruseschi Chiamò "Cina" Luigi Bonizzoni prima di Natale, subentra a Bigogno. Dopo un campionato tiratissimo, GRAZIE a tutta la squadra riescono a salvarsi dalla retrocessione.  L'Udinese nel campionato di Serie A 1960-1961 si classifica quattordicesima a pari merito con Bari e Lecco, con cui ha disputato gli spareggi salvezza. Si è salvata dalla retrocessione con due pareggi. Una Udinese molto rinnovata, Tarcisio Burgnich e Giovanni Romano passano alla Juventus, Gigi Milan alla Fiorentina, Umberto Pinardi al Como, Alberto Fontanesi al Verona. Sul fronte arrivi si punta su Armando Segato dalla Fiorentina, Vasco Tagliavini dall'Inter, il portiere Franco Dinelli dallo Spezia, Osvaldo Bagnoli e Giorgio Tinazzi dal Verona, tante novità e molto lavoro per il tecnico Giuseppe Bigogno. Si parte con tre sconfitte, si corre ai ripari prendendo Mario Mereghetti dall'Inter, poi l'allenatore getta la spugna, i bianconeri sono affidati a Luigi Bonizzoni che li rilancia, poi in primavera un calo di rendimento ricaccia l'Udinese in zona pericolo sino al termine del torneo. Negli spareggi salvezza sono bastati due pari per mantenere la categoria. Retrocedono Lazio, Napoli e Bari.
In Coppa Italia viene eliminata al secondo turno dalla Triestina che vince (0-1) a Udine.
In Coppa Mitropa supera il primo turno nel girone 3, quindi viene eliminato in semifinale dallo Slovan Nitra.

## Rosa
| N. |                   | Ruolo | Calciatore           |
| -- | ----------------- | ----- | -------------------- |
|    | Italia (bandiera) | P     | Franco Dinelli       |
|    | Italia (bandiera) | P     | Luciano Santi        |
|    | Italia (bandiera) | P     | Luigi Bertossi       |
|    | Italia (bandiera) | D     | Pier Luigi Del Bene  |
|    | Italia (bandiera) | D     | Renato Valenti       |
|    | Italia (bandiera) | D     | Mario Mereghetti     |
|    | Italia (bandiera) | D     | Gianfranco Garbuglia |
|    | Italia (bandiera) | D     | Luigi Gigante        |
|    | Italia (bandiera) | C     | Massimo Giacomini    |
|    | Italia (bandiera) | C     | Vasco Tagliavini     |
|    | Italia (bandiera) | C     | Renzo Sassi          |
|    | Italia (bandiera) | C     | Armando Segato       |
|    | Italia (bandiera) | C     | Osvaldo Bagnoli      |

| N. |                      | Ruolo | Calciatore         |
| -- | -------------------- | ----- | ------------------ |
|    | Italia (bandiera)    | C     | Enzo Menegotti     |
|    | Argentina (bandiera) | A     | Luis Pentrelli     |
|    | Italia (bandiera)    | A     | Giorgio Tinazzi    |
|    | Italia (bandiera)    | A     | Lorenzo Bettini    |
|    | Italia (bandiera)    | A     | Innocente Meroi    |
|    | Italia (bandiera)    | A     | Francesco Canella  |
|    | Italia (bandiera)    | A     | Roberto Manganotto |
|    | Italia (bandiera)    | P     | Dino Zoff          |
|    | Italia (bandiera)    | C     | Franco De Cecco    |
|    | Italia (bandiera)    |       | Legatti            |
|    | Italia (bandiera)    |       | Mantanuzzi         |
|    | Italia (bandiera)    |       | Mazzolini          |

## Risultati

### Serie A

#### Girone d'andata
| Arbitro: | Gambarotta (Genova) |

|  |           |             |
|  | Marcatori | 65’ Colombo |

| Arbitro: | Angelini (Firenze) |

|                                                                 |           |             |
| Manfredini 31’, 43’, 63’ Lojacono 39’ Orlando 75’ Selmosson 86’ | Marcatori | 14’ Tinazzi |

| Arbitro: | Jonni (Macerata) |

|  |           |                                                             |
|  | Marcatori | 24’, 44’ Lindskog 37’, 43’ Angelillo 56’ Zaglio 61’ Firmani |

| Arbitro: | Righi (Milano) |

|                              |           |  |
| Meroi 30’ Tinazzi 72’ (rig.) | Marcatori |  |

| Arbitro: | Angelini (Firenze) |

|                               |           |             |
| Bonacchi 31’ Savioni 45’, 82’ | Marcatori | 83’ Canella |

| Arbitro: | Rigato (Mestre) |

|               |           |  |
| Giacomini 73’ | Marcatori |  |

| Arbitro: | Gambarotta (Genova) |

|                              |           |             |
| Vernazza 17’ Rivera 31’, 82’ | Marcatori | 64’ Bettini |

| Arbitro: | Campanati (Milano) |

|  |           |               |
|  | Marcatori | 63’ Calvanese |

| Udine 27 novembre 1960 9ª giornata | Udinese           | 0 – 0 | Bari | Stadio Moretti\| Arbitro: \| Grignani (Milano) \| |
| Arbitro:                           | Grignani (Milano) |       |      |                                                   |

| Arbitro: | Bonetto (Torino) |

|                                  |           |  |
| Hamrin 5’ Benetti 24’ Petris 62’ | Marcatori |  |

| Udine 18 dicembre 1961 11ª giornata | Udinese      | 0 – 0 | Bologna | Stadio Moretti\| Arbitro: \| Adami (Roma) \| |
| Arbitro:                            | Adami (Roma) |       |         |                                              |

| Arbitro: | Righetti (Torino) |

|               |           |  |
| D. Crippa 69’ | Marcatori |  |

| Arbitro: | Rebuffo (Milano) |

|                    |           |             |
| Mialich 48’ (aut.) | Marcatori | 19’ Barbato |

| Arbitro: | Grignani (Milano) |

|                             |           |             |
| Ferrario 40’, 78’ Cella 81’ | Marcatori | 66’ Tinazzi |

| Arbitro: | Di Tonno (Lecce) |

|                       |           |             |
| Tagliavini 30’ (aut.) | Marcatori | 43’ Bettini |

| Arbitro: | Righi (Milano) |

|                                                                     |           |               |
| Pentrelli 17’ Bettini 25’, 39’, 53’ Canella 47’ Mereghetti 49’, 61’ | Marcatori | 65’ Brighenti |

| Arbitro: | Roversi (Bologna) |

|                 |           |             |
| Magistrelli 35’ | Marcatori | 41’ Bettini |

### Girone di ritorno
| Arbitro: | Di Tonno (Lecce) |

|                                   |           |               |
| Sívori 1’, 32’, 63’ Mora 61’, 89’ | Marcatori | 81’ Pentrelli |

| Arbitro: | Marchese (Napoli) |

|                        |           |                |
| Canella 6’ Bettini 79’ | Marcatori | 71’ Menichelli |

| Arbitro: | Roversi (Bologna) |

|             |           |  |
| Lindskog 1’ | Marcatori |  |

| Arbitro: | Righi (Milano) |

|  |           |            |
|  | Marcatori | 9’ Bettini |

| Arbitro: | Adami (Roma) |

|                        |           |  |
| Segato 26’ Bettini 77’ | Marcatori |  |

| Arbitro: | Lo Bello (Siracusa) |

|                        |           |                           |
| O. Conti 24’ Pinti 35’ | Marcatori | 26’ Pentrelli 70’ Bettini |

| Udinese 19 marzo 1961 24ª giornata | Udinese          | 0 – 0 | Milan | Stadio Moretti\| Arbitro: \| Bonetto (Torino) \| |
| Arbitro:                           | Bonetto (Torino) |       |       |                                                  |

| Arbitro: | Grignani (Milano) |

|                               |           |  |
| Prenna 32’ Calvanese 36’, 39’ | Marcatori |  |

| Arbitro: | Righi (Milano) |

|                          |           |             |
| Virgili 27’ Catalano 54’ | Marcatori | 80’ Canella |

| Udine 9 aprile 1961 27ª giornata | Udinese          | 0 – 0 | Fiorentina | Stadio Moretti\| Arbitro: \| Rebuffo (Milano) \| |
| Arbitro:                         | Rebuffo (Milano) |       |            |                                                  |

| Arbitro: | Grignani (Milano) |

|             |           |             |
| Vinicio 31’ | Marcatori | 53’ Bettini |

| Arbitro: | Roversi (Bologna) |

|                              |           |               |
| Meneghetti 7’, 9’ Segato 30’ | Marcatori | 69’ D. Crippa |

| Arbitro: | Adami (Roma) |

|                            |           |                  |
| Di Giacomo 37’ Mistone 55’ | Marcatori | 21’, 44’ Bettini |

| Arbitro: | Campanati (Milano) |

|                                                  |           |  |
| Invernizzi 12’ (aut.) Bettini 42’ Mereghetti 58’ | Marcatori |  |

| Udine 21 maggio 1961 32ª giornata | Udinese          | 0 – 0 | SPAL | Stadio Moretti\| Arbitro: \| Jonni (Macerata) \| |
| Arbitro:                          | Jonni (Macerata) |       |      |                                                  |

| Arbitro: | Grignani (Milano) |

|                                    |           |                    |
| Cucchiaoroni 9’, 43’ Brighenti 19’ | Marcatori | 72’, 74’ Pentrelli |

| Arbitro: | Roversi (Bologna) |

|                     |           |             |
| Mereghetti 35’, 41’ | Marcatori | 81’ Longoni |

### Spareggi Salvezza
| Bologna 14 giugno 1961 2ª giornata | Udinese      | 0 – 0 | Bari | Stadio Comunale\| Arbitro: \| Adami (Roma) \| |
| Arbitro:                           | Adami (Roma) |       |      |                                               |

| Arbitro: | Lo Bello (Siracusa) |

|                                      |           |                                       |
| Clerici 13’ Bonacchi 47’ Arienti 82’ | Marcatori | 27’ Segato 67’ Mereghetti 84’ Bettini |

### Coppa Italia
| Arbitro: | Butti (Como) |

|  |           |             |
|  | Marcatori | 21’ Rebizzi |

### Coppa Mitropa
Sampdoria, Torino e Bologna furono iscritte d'ufficio alla Coppa Mitropa 1961 dalla Lega Calcio come società col maggiore bacino d'utenza fra quella non qualificate alle tre coppe europee: ad esse fu inoltre aggiunta l'Udinese per questioni di vantaggio logistico rispetto alla manifestazione in oggetto

#### Primo turno
| Arbitro: | Marshall |

|                   |           |             |
| Pentrelli 3’, 31’ | Marcatori | 34’ Nemecek |

| Arbitro: | Obtulovic |

|                     |           |                   |
| Koslicek 19’, 90+1’ | Marcatori | 1’, 83’ Pentrelli |

| Arbitro: | Korelus |

|                                             |           |            |
| Bagnoli 6’ Mereghetti 10’ De Cecco 37’, 65’ | Marcatori | 22’ Kereky |

Il recupero di Udinese-Kladno e le due gare di Semifinale sono state disputate nella stagione 1961-62.

## Statistiche[5][6]

### Statistiche di squadra
| Competizione  | Punti | In casa | In casa | In casa | In casa | In casa | In casa | In trasferta | In trasferta | In trasferta | In trasferta | In trasferta | In trasferta | Totale | Totale | Totale | Totale | Totale | Totale | DR  |
| Competizione  | Punti | G       | V       | N       | P       | Gf      | Gs      | G            | V            | N            | P            | Gf           | Gs           | G      | V      | N      | P      | Gf     | Gs     | DR  |
| ------------- | ----- | ------- | ------- | ------- | ------- | ------- | ------- | ------------ | ------------ | ------------ | ------------ | ------------ | ------------ | ------ | ------ | ------ | ------ | ------ | ------ | --- |
| Serie A       | 29    | 17      | 8       | 6       | 3       | 23      | 13      | 17           | 1            | 5            | 11           | 16           | 40           | 34     | 9      | 11     | 14     | 39     | 53     | -14 |
| Coppa Italia  |       | 1       | 0       | 0       | 1       | 0       | 1       | -            | -            | -            | -            | -            | -            | 1      | 0      | 0      | 1      | 0      | 1      | -1  |
| Coppa Mitropa | 3     | 1       | 1       | 0       | 0       | 4       | 1       | 1            | 0            | 1            | 0            | 2            | 2            | 2      | 1      | 1      | 0      | 6      | 3      | +3  |
| Totale        |       | 19      | 9       | 6       | 5       | 27      | 15      | 18           | 1            | 6            | 11           | 18           | 42           | 37     | 10     | 12     | 15     | 45     | 57     | -12 |

### Statistiche dei giocatori
| Giocatore     | Serie A  | Serie A | Coppa Italia | Coppa Italia | Coppa Mitropa | Coppa Mitropa | Totale   | Totale |
| Giocatore     | Presenze | Reti    | Presenze     | Reti         | Presenze      | Reti          | Presenze | Reti   |
| ------------- | -------- | ------- | ------------ | ------------ | ------------- | ------------- | -------- | ------ |
| O. Bagnoli    | 11       | 0       | 1            | 0            | 2             | 1             | 14       | 1      |
| L. Bertossi   | 7+1      | -13+-3  | 1            | -0           | 1             | -2            | 10       | -18    |
| L. Bettini    | 31+2     | 14+1    | 0            | 0            | -             | -             | 33       | 15     |
| F. Canella    | 26+2     | 4       | 1            | 0            | -             | -             | 29       | 4      |
| P. Del Bene   | 25+2     | 0       | 1            | 0            | 2             | 0             | 30       | 0      |
| F. Dinelli    | 26+1     | -34     | 1            | -1           | -             | -             | 28       | -35    |
| G. Garbuglia  | 7        | 0       | 0            | 0            | -             | -             | 7        | 0      |
| M. Giacomini  | 34+2     | 1       | 1            | 0            | 2             | 0             | 39       | 1      |
| L. Gigante    | 1        | 0       | 0            | 0            | -             | -             | 1        | 0      |
| R. Manganotto | 3        | 0       | -            | -            | 1             | 0             | 4        | 0      |
| E. Menegotti  | 3        | 0       | 1            | 0            | -             | -             | 4        | 0      |
| M. Mereghetti | 25+2     | 7+1     | 0            | 0            | 1             | 1             | 28       | 9      |
| I. Meroi      | 5        | 1       | 1            | 0            | -             | -             | 6        | 1      |
| L. Pentrelli  | 34+2     | 5       | 0            | 0            | 2             | 2             | 38       | 7      |
| L. Santi      | 1        | -6      | 0            | 0            | -             | -             | 1        | -6     |
| R. Sassi      | 31+2     | 0       | 1            | 0            | 2             | 0             | 36       | 0      |
| A. Segato     | 26+2     | 2+1     | 1            | 0            | -             | -             | 29       | 3      |
| V. Tagliavini | 34+2     | 0       | 0            | 0            | 2             | 0             | 38       | 0      |
| G. Tinazzi    | 17       | 3       | 1            | 0            | -             | -             | 18       | 3      |
| R. Valenti    | 27+2     | 0       | 1            | 0            | 2             | 0             | 32       | 0      |
| F. De Cecco   | -        | -       | -            | -            | 2             | 2             | 2        | 2      |
| D. Zoff       | -        | -       | -            | -            | 1             | -1            | 1        | -1     |
| Legatti       | -        | -       | -            | -            | 1             | 0             | 1        | 0      |
| Mantanuzzi    | -        | -       | -            | -            | 1             | 0             | 1        | 0      |
| Mazzolini     | -        | -       | -            | -            | 1             | 0             | 1        | 0      |